# (15817) Lucianotesi
(15817) Lucianotesi es un asteroide que forma parte de los asteroides Amor, descubierto el 28 de agosto de 1994 Por Andrea Boattini y la también astrónoma Maura Tombelli desde el Observatorio Astronómico de las Montañas de Pistoia, Toscana, Italia.

## Designación y nombre
Designado provisionalmente como 1994 QC. Fue nombrado Lucianotesi en honor al astrónomo italiano Luciano Tesi que fundó el Grupo Amateur de la Montaña Pistoiese en el año 1980.

## Características orbitales
Lucianotesi está situado a una distancia media del Sol de 1,324 ua, pudiendo alejarse hasta 1,481 ua y acercarse hasta 1,168 ua. Su excentricidad es 0,118 y la inclinación orbital 13,87 grados. Emplea 556 días en completar una órbita alrededor del Sol.

## Características físicas
La magnitud absoluta de Lucianotesi es 18,5. Está asignado al tipo espectral Xc según la clasificación SMASSII.